# Vika Yermolyeva
Viktoriya Yermolyeva (Kiev, 2 de noviembre de 1978), más conocida como Vika, es una pianista ucraniana, conocida por interpretar versiones de importantes músicos de diversos géneros en piano, centrándose principalmente en agrupaciones de heavy metal.

## Formación
Estudió en la Academia Nacional de Música de Ucrania Chaikovski de Kiev, en Ucrania, egresada de promoción del 2000, como pianista de música clásica y en la Academia internacional de Piano "Incontri col Maestro" en Imola, Italia con el famoso pianista Lázar Berman. Más tarde, hizo un estudio de posgrado en la Academia de Música Ferenc Liszt de Weimar, dónde egresó en 2005 para después cursar otro posgrado en piano clásico en Codarts, Hogeschool voor de Kunsten, Róterdam, que terminó en 2006.

## YouTube
A pesar de que dentro del ámbito de la música clásica recibió una importante cantidad de premios durante su carrera, Vika ganó popularidad y se dio a conocer ante el público a través de su cuenta de YouTube, bajo el seudónimo 'vkgoeswild', gracias a la creación de versiones de piezas famosas de rock y heavy metal; específicamente, ciertas canciones de Metallica, como Master of Puppets y Nothing Else Matters, que le otorgaron popularidad en sus comienzos. A partir del éxito obtenido gracias a dicha cuenta, Vika oficialmente cambió la orientación de su carrera como pianista de música clásica a rock.

## Premios
Durante la fase temprana de su carrera clásica, ganó una gran variedad de competiciones de piano, destacando el primer lugar de la competición a la interpretación del piano "Filippo Trevisan", en Italia, ganadora del Grachtenfestival en 2005 en Ámsterdam, el primer lugar en la 35° competencia internacional "Vincenzo Bellini" en Italia, el primer lugar en la 20° competencia internacional de piano "Citta di marsala", el primer lugar en la competencia internacional de piano "Citta' Di Tirani", el primer lugar también en el 4° Sigismund Thalberg International Competition, y el Grand Prix en el 9° Pierre Lantier International Music Competition a dueto con V. Dmitriev en la flauta, en Francia. 

## Carrera y heavy metal
A partir de 2006 reenfocó su carrera para tocar rock, concentrándose en versiones de heavy metal pasando por toda la gama de agrupaciones de metal famosas. Sus trabajos tienen millones de vistas en YouTube y sus suscriptores suman más de 700.000. Ocasionalmente también versiona composiciones orquestales y música de bandas sonoras que de otro modo no habría disponibles en partitura.
Su primer álbum de versiones de metal fue grabado en octubre de 2010, con Granville Records, y su primer concierto en vivo, ya en el ámbito del rock, se llevó a cabo en Reikiavik, Islandia (VIGGIE & VIKA: Live in Iceland), con la participación especial del percusionista Brian Viglione.

## Discografía
- VK goes wild (2010)[5]
- Vika's Fan Edition (2016)[6]
- Hapinness Is Not The Point (2020)[7]